# Phyllodoce rosea
Phyllodoce rosea är en ringmaskart som först beskrevs av McIntosh 1877.  Phyllodoce rosea ingår i släktet Phyllodoce och familjen Phyllodocidae.
Artens utbredningsområde är havet utanför Belgien. Arten är reproducerande i Sverige. Inga underarter finns listade i Catalogue of Life.